# Dämon Zirkus
Dämon Zirkus ist ein deutsches Stummfilmmelodram von Emil Justitz aus dem Jahre 1923 mit Carl de Vogt und Claire Lotto in den Hauptrollen. Die Geschichte basiert auf Paula Buschs Roman Einer vom Zirkus.

## Handlung
Dämon Zirkus – das ist die Welt der Hochseilartisten, der großen wie gefährlichen Tiere und der atemberaubenden Stunts. Eine Welt nicht für Menschen mit schwachen Nerven und großen Ängsten. Das findet auch Henri Berlot, der eine lebensgefährliche Trapeznummer hoch über der Manege einstudiert hat und befürchtet, dass seine Frau Lilly ihr eines Tages zum Opfer fallen könnte. Doch aus Liebe zu ihrem Mann will sie das Wagnis eingehen und mit ihm durch die Lüfte schweben. Es kommt wie es kommen muss: Der Dämon Zirkus fordert seinen Tribut, und Lilly stürzt in die Tiefe weil Henris Nerven versagten, ihr Körper zerschmettert. 
Dies ist der Beginn von seinem eigenen „Absturz“: Henri lässt sich gehen, beginnt zu spielen und hemmungslos zu trinken. Nur die Existenz seiner kleinen Tochter verhindert das ganz große Drama. Doch auch sie, die mit den Jahren ihrer Mutter zum Verwechseln ähnlich wurde, will hoch hinaus, will das schaffen, woran ihre Mutter gescheitert ist. Henri, mittlerweile zum Zirkusdiener und Stallburschen degradiert, sieht eines Tages mit großer Furcht, wie seine Tochter in luftigen Höhen hin- und herschwingt und kann diesmal im letzten Moment erreichen, was ihm einst bei seiner Gattin misslang: Sie vor dem Absturz bewahren. Diese Großtat bringt ihn zurück ins Leben und schweißt Vater und Tochter zusammen.

## Produktionsnotizen
Dämon Zirkus entstand Ende 1922, Anfang 1923, passierte die Filmzensur am 24. Januar 1923. Die Uraufführung fand zwei Tage später statt. Der Fünfakter besaß eine Länge von 2046 Metern und wurde mit Jugendverbot belegt.
Die Filmbauten gestaltete Hans Jacoby.

## Kritiken
Der Kinematograph befand: „Henri Berlot, der Artist, wird von Carl de Vogt mit Innigkeit gespielt; seine circensischen Leistungen sind mit Geschick inszeniert. Lilly, seine Frau, wird von Claire Lotto hingebungsvoll dargestellt. Beide können sich in ihrem Artistentrikot mit ihren prachtvollen Figuren sehen lassen.“
Für Die Filmwelt war Dämon Zirkus “Ein Zirkusfilm mit allem Drum und Dran, wie er schon zu Dutzenden da war.”
Die Neue Freie Presse schrieb: „Gewiß keine himmelstürmende, weltbewegende Angelegenheit, aber … ein guter, sehr wirksamer und geschmackvoll gemachter Film. (…) Die Regie weiß die verschiedenen Milieus sehr echt zu gestalten.“